# 三ツ森ダム
三ツ森ダム（みつもりダム）は、福島県安達郡大玉村三ツ森にある、一級河川阿武隈川水系七瀬川に建設されたダムである。

## 概要
本宮市街地から北西に離れた安達太良山の麓に位置する高さ28.8mのアースダムであり、大玉土地改良区によって管理されている。1924年に発生した鳴俣騒動をはじめとして、阿武隈川西側支流の上流地域である大山、玉井地区と下流地域である本宮町との間で絶えず水利権に関する争議が絶えなかったため、1930年に安達太良普通水利組合が結成され、本宮・玉井地域の水問題の解決を図り、旧玉井村と本宮町の協議により、玉井村守谷山の麓に貯水池を建設することが決定された。当事業は「安達郡本宮町外一ヶ村水利改良工事」として福島県により事業化され、当初は1931年に工事着手し7ヶ年の継続事業として計画された。水利問題の解決だけでなく、世界恐慌から続く不況の被害を受けていた農民の救済事業としての性格も持っており、人夫は地元のみならず他県からも来ており、朝鮮人労働者も雇われた。予定より1年遅れの1932年7月に着工され、1939年6月に完成した。総事業費は当時の金額で452,392円。本宮町247ヘクタール、大玉村玉井地区512ヘクタールの計759ヘクタールの農地に利水されている。2011年3月11日に発生した東日本大震災により堤体に亀裂が入る被害を受け、貯水量を下げる措置が取られた。2015年までに復旧工事が完了し、通常の運用に戻された。

## その他
- 周囲は一時リゾート建設の動きもみられたが、大玉カントリークラブゴルフ場の建設のほかは行われず、当ダムは山に囲まれ、緑豊かな美しい風景が満々と溜められた水に映っている。秋の紅葉、春の新緑の名所であり、山菜の宝庫としても知られている。

## 近隣
- 福島県道146号石筵本宮線 - 当ダムと本宮市街地を結ぶ。起点の郡山市熱海町石筵から当ダム付近まで自動車交通不能区間となっており、路線の突き当りに位置する。